# Antigua og Barbudas fodboldforbund
Antigua and Barbuda Football Association er det styrende organ for fodbold i Antigua og Barbuda. Det organiserer Antigua og Barbudas fodboldlandshold.

## Konkurrencer
Det er ABFA som fører tilsyn med administrationen af Antigua og Barbuda's fodbold-ligaer; Premier Division, First Division, Second Division og den Kvindelige Division samt Antigua and Barbuda FA Cup.

## Stadion
Antigua Recreation Ground er ABFA's officielle nationale stadion. Det blev for nylig godkendt til at være vært for kvalifikations-kampene til VM 2010. Et forsøg på at få Sir Vivian Richards Stadium godkendt til kampe blev afvist på grund af igangværende arbejde.